# Folsomia martynovae
Folsomia martynovae is een springstaartensoort uit de familie van de Isotomidae. De wetenschappelijke naam van de soort is voor het eerst geldig gepubliceerd in 2002 door Potapov.